# 第86回天皇杯・第77回皇后杯 全日本総合バスケットボール選手権大会
第86回天皇杯・第77回皇后杯 全日本総合バスケットボール選手権大会（だい86かいてんのうはい・だい77かいこうごうはい ぜんにほんそうごう―せんしゅけんたいかい）は、2011年1月2日から10日まで国立代々木競技場第一・第二体育館と東京体育館で開催された全日本総合バスケットボール選手権大会である。
男子はアイシンが4大会連続8度目の優勝。女子はJXが3大会連続16度目の優勝。

## 出場チーム

### 男子

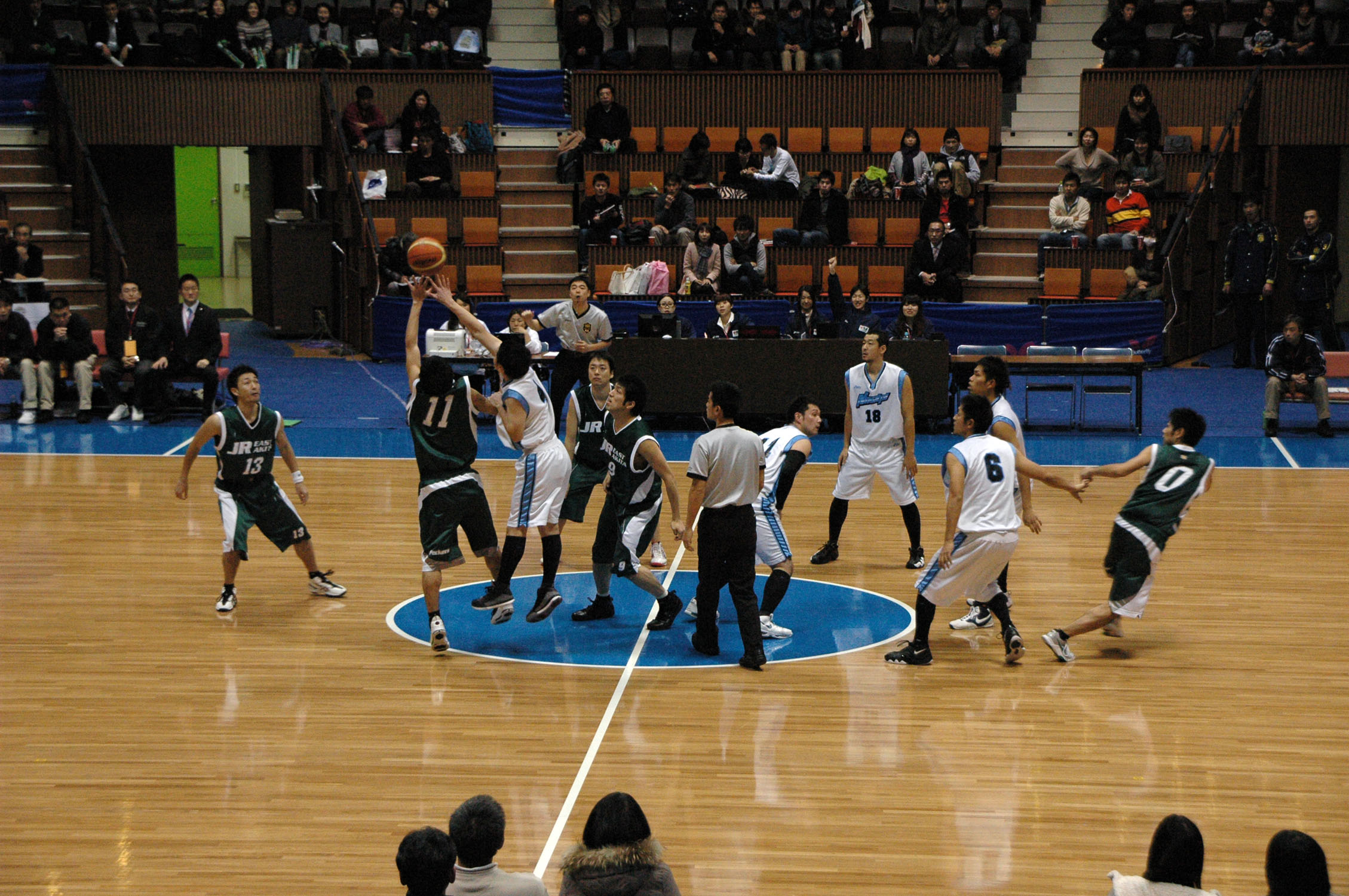
1回戦、JR東日本秋田ペッカーズ対新潟教員

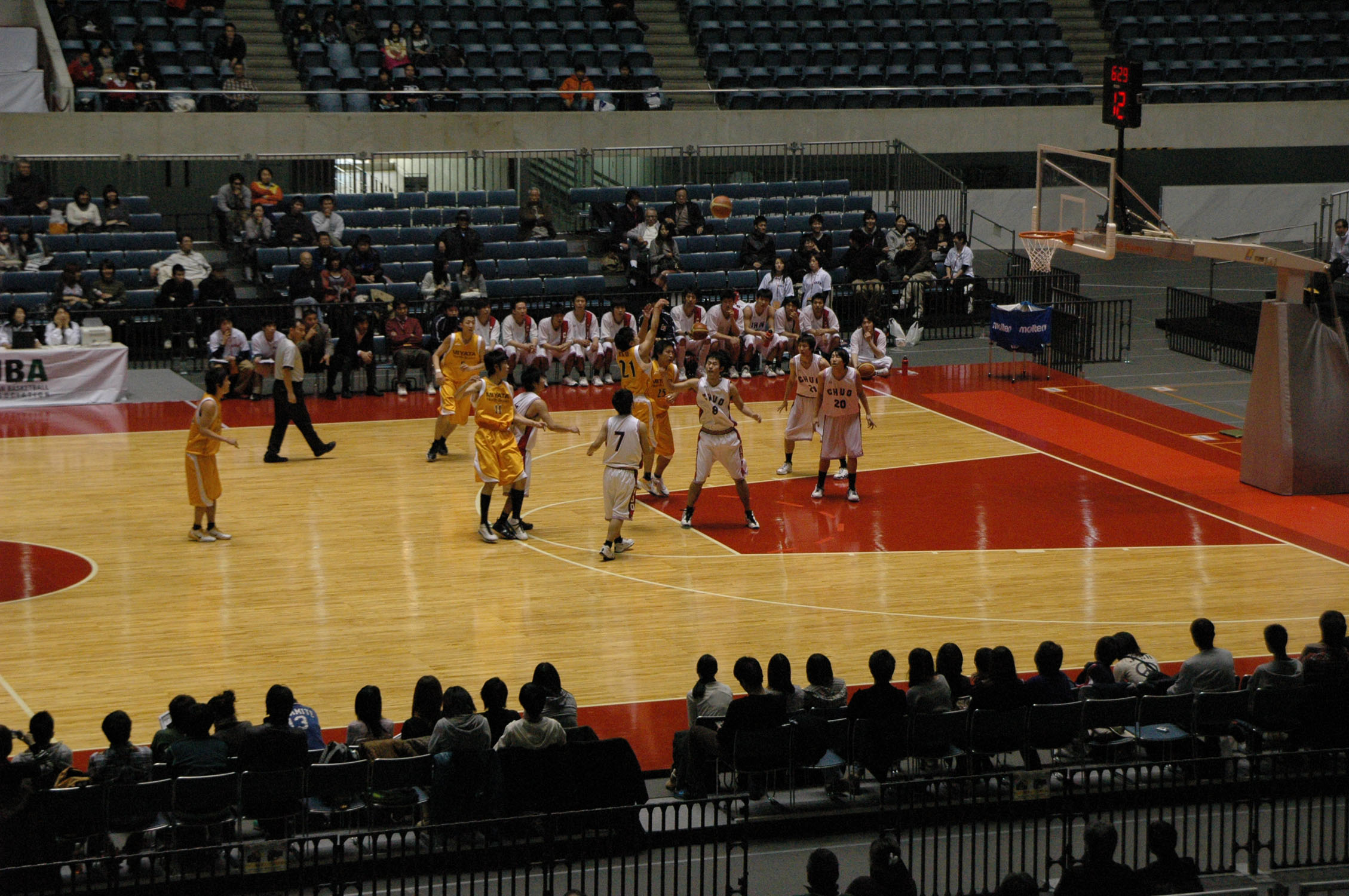
1回戦、中央大学対宮田自動車

JBL
- アイシンシーホース（1位）
- パナソニックトライアンズ（3位）
- 日立サンロッカーズ（5位）
- 三菱電機ダイヤモンドドルフィンズ（7位）

- トヨタ自動車アルバルク（2位）
- 東芝ブレイブサンダース（4位）
- リンク栃木ブレックス（6位）
- レラカムイ北海道（8位）

JBL2
- 豊田通商ファイティングイーグルス（1位）
- TGI D-RISE（3位）

- アイシン・エィ・ダブリュ アレイオンズ安城（2位）
- 豊田合成スコーピオンズ（4位）

学生
- 青山学院大学（1位）
- 明治大学（3位）
- 東海大学（5位）
- 中央大学（7位）

- 慶應義塾大学（2位）
- 関東学院大学（4位）
- 日本大学（6位）
- 京都産業大学（8位）

社会人
- 九州電力（1位）

- 日本無線（2位）

高校
- 八王子高等学校

地方ブロック
- 宮田自動車（北海道）
- JR東日本秋田（東北）
- 千葉エクスドリームス（関東）
- 新潟教員（北信越）
- EDGH・1（東海）

- はじめましてメイクアップ（近畿）
- Beans（中国）
- 愛媛教員クラブ（四国）
- 福太郎クラブ（九州）

### 女子

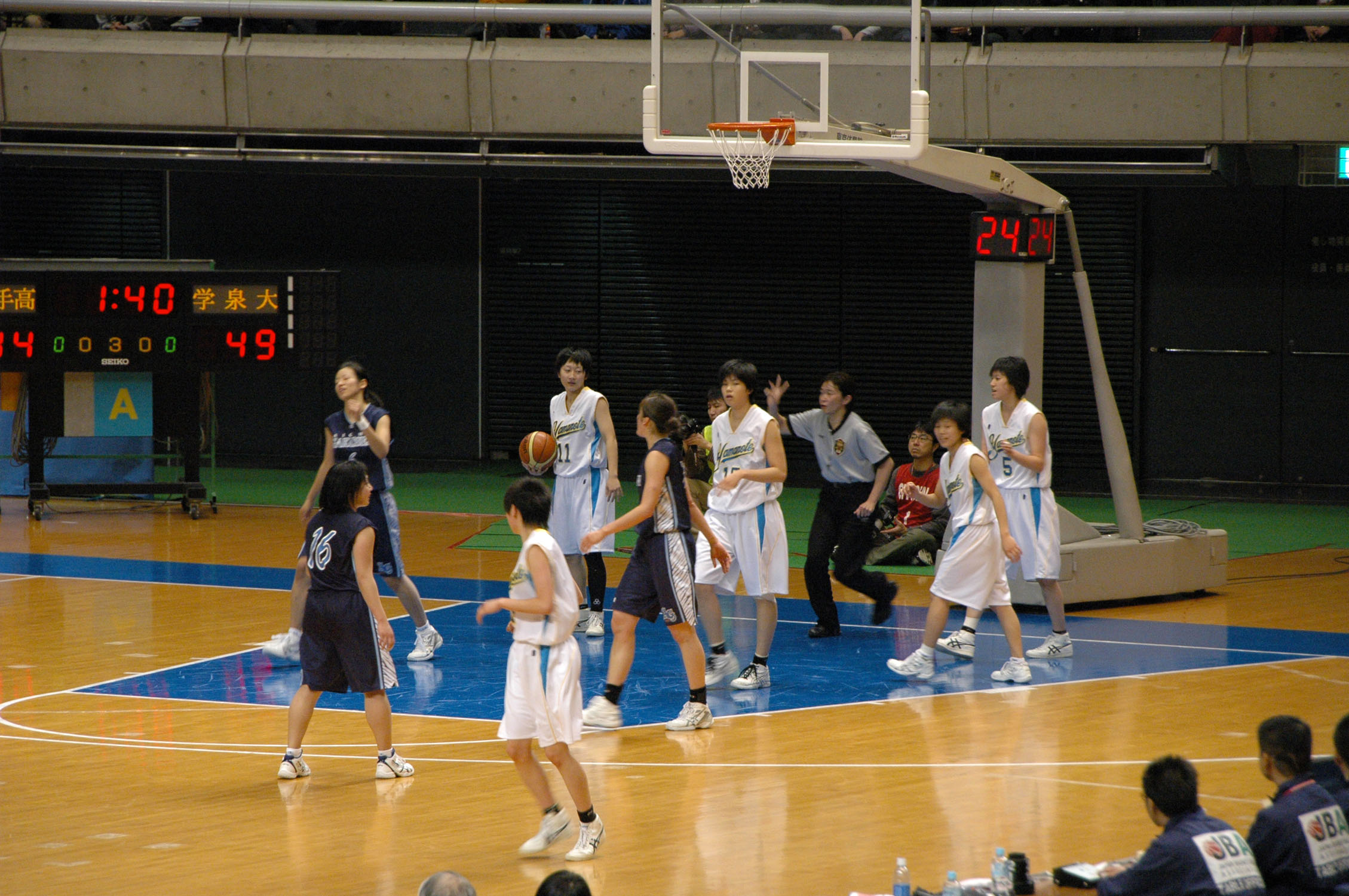
2回戦、札幌山の手高対愛知学泉大学

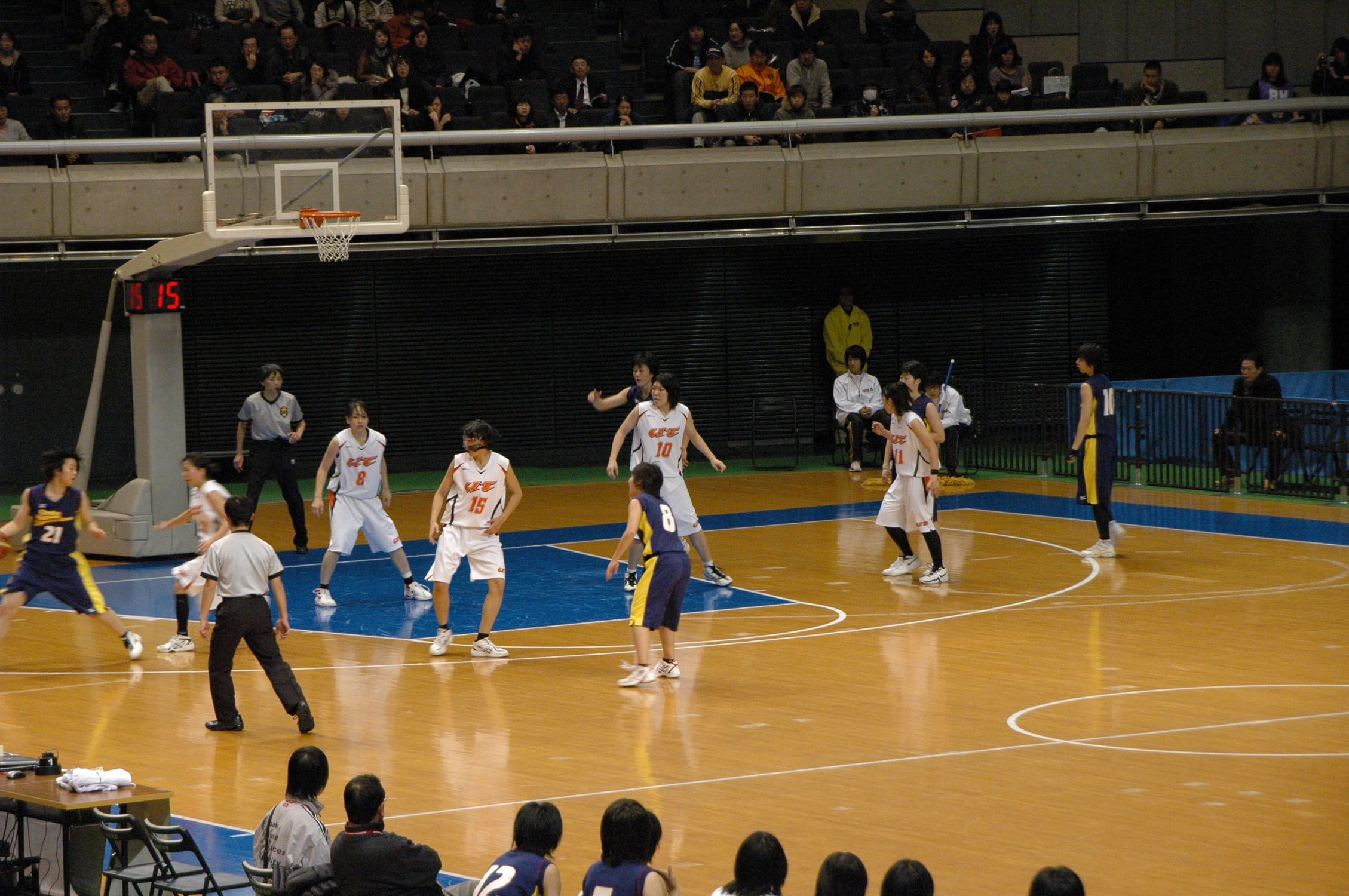
2回戦、拓殖大学対大阪人間科学大学

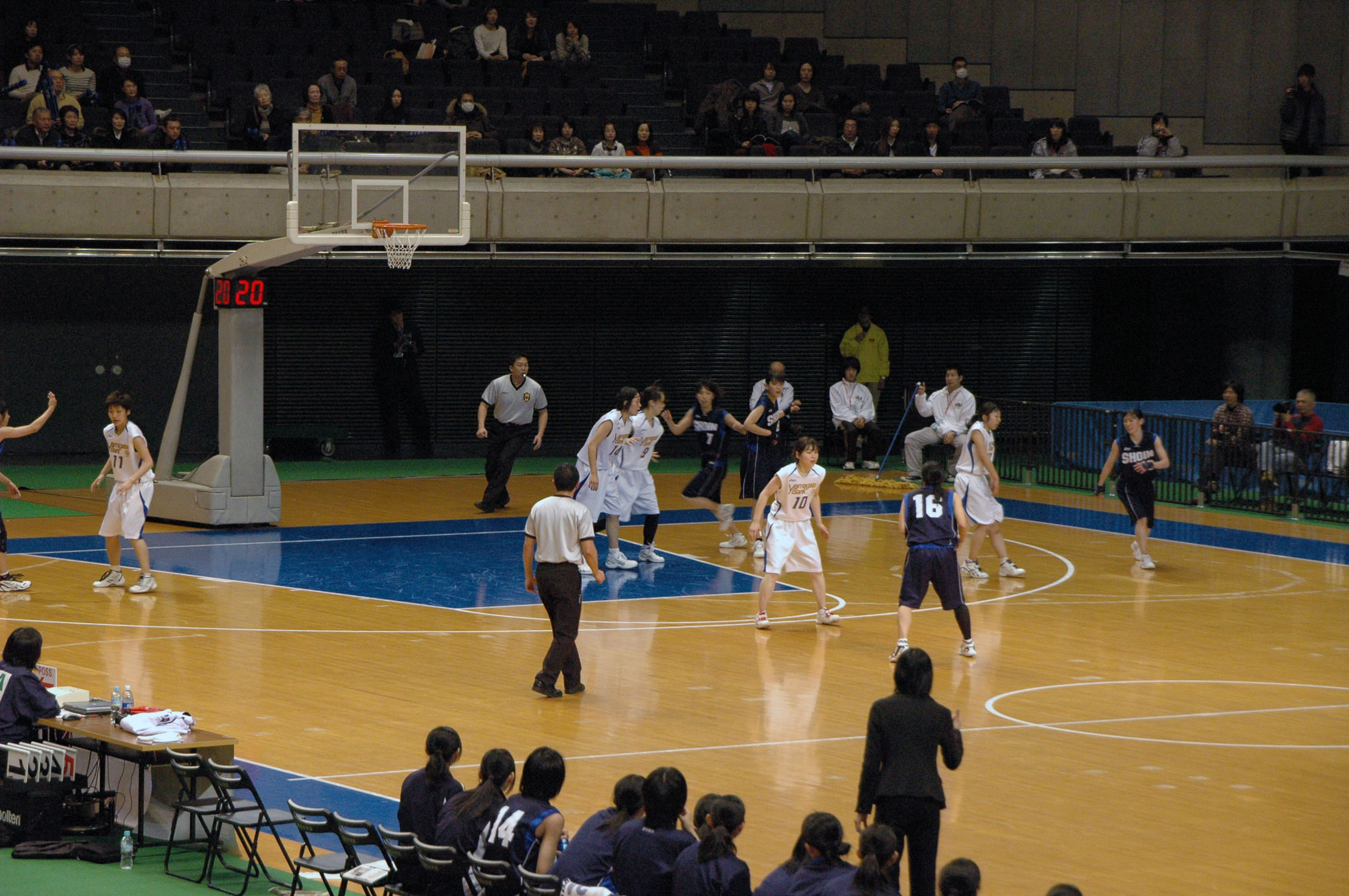
2回戦、山形銀行対松蔭大学

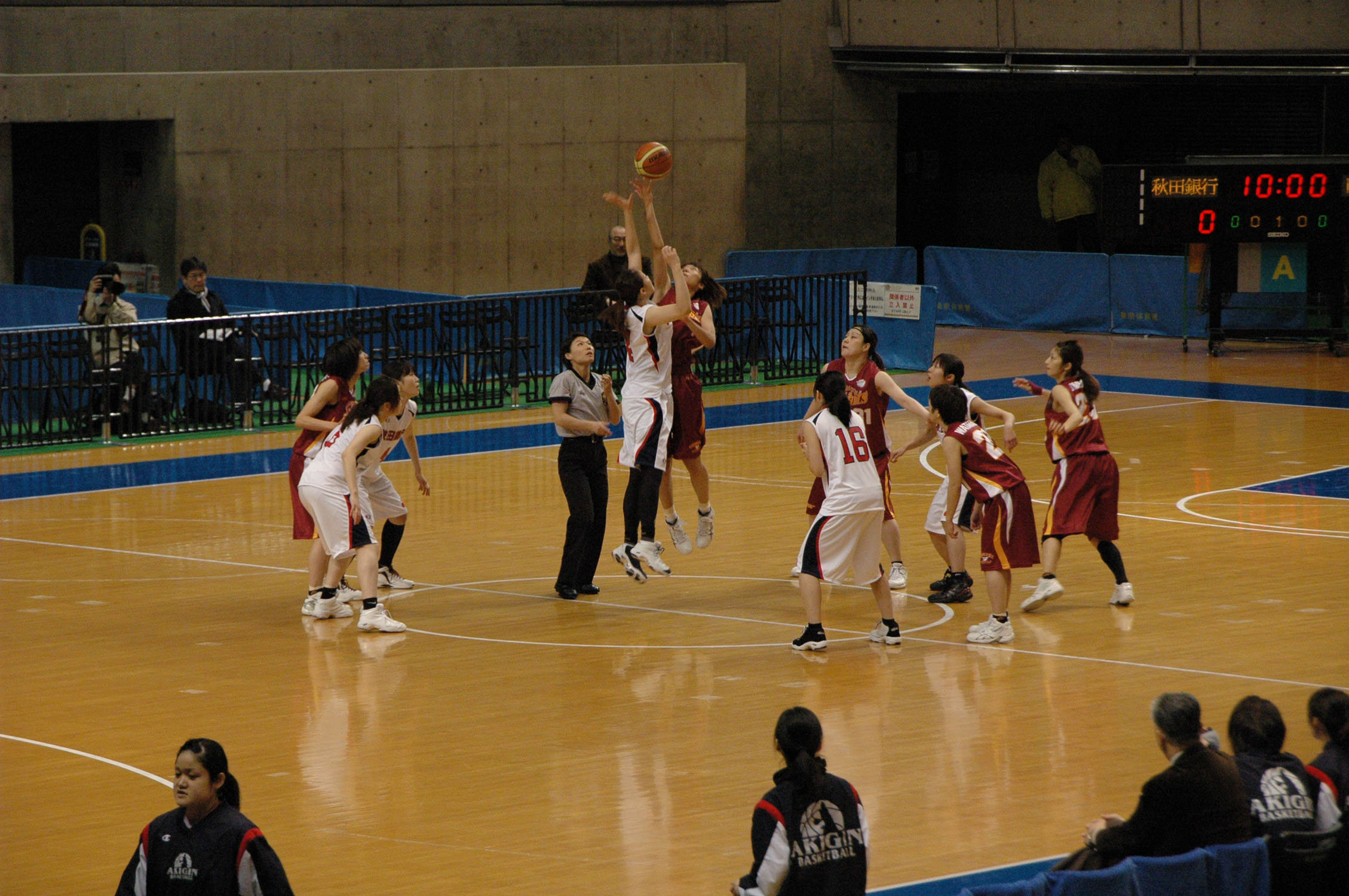
2回戦、秋田銀行対トヨタ紡織

WJBL
- JXサンフラワーズ（Wリーグ1位）
- 富士通レッドウェーブ（Wリーグ3位）
- シャンソン化粧品シャンソンVマジック（Wリーグ5位）
- アイシン・エィ・ダブリュ ウィングス（Wリーグ7位）
- 三菱電機コアラーズ（WIリーグ1位）
- トヨタ紡織サンシャインラビッツ（WIリーグ3位）

- トヨタ自動車アンテロープス（Wリーグ2位）
- デンソーアイリス（Wリーグ4位）
- 日本航空JALラビッツ（Wリーグ6位）
- 日立ハイテク クーガーズ（Wリーグ8位）
- ビッグブルー東京（WIリーグ2位）
- エバラヴィッキーズ（WIリーグ4位）

学生
- 拓殖大学（1位）
- 筑波大学（3位）
- 武庫川女子大学（5位）
- 天理大学（7位）

- 愛知学泉大学（2位）
- 松蔭大学（4位）
- 白鷗大学（6位）
- 山形大学（8位）

社会人
- 山形銀行（1位）

- 鶴屋百貨店（2位）

高校
- 札幌山の手高等学校

地方ブロック
- 札幌大学（北海道）
- 秋田銀行（東北）
- 順天堂大学（関東）
- 足羽高等学校（北信越）
- イカイ（東海）

- 大阪人間科学大学（近畿）
- 環太平洋大学（中国）
- 今治オレンジブロッサム（四国）
- 西南女学院大学（九州）

## 試合結果
- A～D：東京体育館A～Dコート
- Y1：代々木第一体育館
- Y2：代々木第二体育館

### 男子
1回戦
| 日時      | Y1                          | Y2                            |
| --------- | --------------------------- | ----------------------------- |
| 2日12：00 | 日大 91 - 79 EDGE・1        | 豊田合成 76 - 66 福太郎ク     |
| 2日13：40 | 中大 79 - 66 宮田自動車     | 愛媛教員ク 62 - 85 日本無線   |
| 2日15：20 | Beans 87 - 62 八王子高校    | 九州電力 57 - 71 千葉         |
| 2日17：00 | 京産大 89 - 71 はじめまして | 新潟教員 60 - 86 JR東日本秋田 |

2回戦
| 日時      | Y1                       | Y2                         |
| --------- | ------------------------ | -------------------------- |
| 3日12：00 | 日大 68 - 70 関東学院大  | 青学大 102 - 58 豊田合成   |
| 3日13：40 | 明大 76 - 62 中大        | 日本無線 65 - 109 豊田通商 |
| 3日15：20 | Beans 68 - 77 アイシンAW | 東海大 95 - 47 千葉        |
| 3日17：00 | TGI 96 - 70 京産大       | JR東日本秋田 71 - 103 慶大 |

3回戦
| 日時      | Y1                               | Y2                              |
| --------- | -------------------------------- | ------------------------------- |
| 4日17：00 | アイシン 100 - 63 関東学院大     | 青学大 88 - 101 北海道          |
| 4日19：40 | 明大 57 - 116 東芝               | 日立 86 - 52 豊田通商           |
| 5日15：20 | パナソニック 108 - 59 アイシンAW | 東海大 101 - 108(OT) リンク栃木 |
| 5日17：00 | TGI 56 - 103 トヨタ              | 三菱電機 96 - 63 慶大           |

準々決勝
| 日時      | Y1                              |
| --------- | ------------------------------- |
| 7日12：00 | パナソニック 96 - 68 リンク栃木 |
| 7日14：00 | 三菱電機 62 - 90 トヨタ         |
| 7日17：00 | アイシン 82 - 69 北海道         |
| 7日19：00 | 日立 68 - 56 東芝               |

準決勝
| 日時      | Y1                              |
| --------- | ------------------------------- |
| 8日17：00 | パナソニック 79 - 76(OT) トヨタ |
| 8日19：00 | アイシン 67 - 60 日立           |

決勝
| 日時       | Y1                                |
| ---------- | --------------------------------- |
| 10日14：00 | アイシン 81 - 74(OT) パナソニック |

### 女子
1回戦
| 日時      | A                             | B                             |
| --------- | ----------------------------- | ----------------------------- |
| 2日12：00 | 山形大 66 - 69 札幌山の手高校 | 足羽高校 80 - 124 松蔭大      |
| 2日13：40 | 順大 97 - 46 今治             | 環太平洋大 77 - 58 天理大     |
| 2日15：20 | 西南女大 58 - 60 秋田銀行     | 鶴屋百貨店 49 - 74 大阪人科大 |
| 2日17：00 | 白鷗大 78 - 65 札大           | イカイ 46 - 74 武庫川女大     |

2回戦
| 日時      | A                                 | B                           |
| --------- | --------------------------------- | --------------------------- |
| 2日12：00 | 札幌山の手高校 69 - 68 愛知学泉大 | 山形銀行 82 - 67 松蔭大     |
| 2日13：40 | 順大 49 - 73 筑波大               | 三菱電機 79 - 67 環太平洋大 |
| 2日15：20 | 秋田銀行 52 - 83 トヨタ紡織       | 拓大 66 - 56 大阪人科大     |
| 2日17：00 | 白鷗大 78 - 68 東京               | エバラ 82 - 55 武庫川女大   |

3回戦
| 日時      | Y1                         | Y2                            |
| --------- | -------------------------- | ----------------------------- |
| 4日12：00 | JX 110 - 73 札幌山の手高校 | 山形銀行 70 - 67 日立ハイテク |
| 4日14：00 | 三菱電機 73 - 88 デンソー  | シャンソン 74 - 60 筑波大     |
| 5日12：00 | 富士通 77 - 41 トヨタ紡織  | 拓大 63 - 78 日本航空         |
| 5日14：00 | エバラ 52 - 99 トヨタ      | アイシンAW 87 - 57 白鷗大     |

準々決勝
| 日時      | Y1                          |
| --------- | --------------------------- |
| 6日12：00 | 富士通 78 - 60 日本航空     |
| 6日14：00 | アイシンAW 53 - 94 トヨタ   |
| 6日17：00 | JX 103 - 56 山形銀行        |
| 6日19：00 | シャンソン 61 - 66 デンソー |

準決勝
| 日時      | Y1                    |
| --------- | --------------------- |
| 8日12：00 | 富士通 74 - 72 トヨタ |
| 8日14：00 | JX 61 - 46 デンソー   |

決勝
| 日時      | Y1                |
| --------- | ----------------- |
| 9日14：00 | JX 73 - 68 富士通 |

## 大会ベスト5
男子
- 竹内公輔（アイシン№10・3年連続4回目）
- 桜木ジェイアール（アイシン№32・2年ぶり3回目）
- 木下博之（パナソニック№1・初受賞）
- 永山誠（パナソニック№6・2年連続2回目）
- タイラー・スミス（イタリア語版）（日立№35・初受賞）

女子
- 大神雄子（JX№1・7年連続7回目）
- 吉田亜沙美（JX№12・2年連続2回目）
- 渡嘉敷来夢（JX№10・初受賞）
- 名木洋子（富士通№45・初受賞）
- 篠原恵（富士通№12・初受賞）